# Олсен, Майкл
Майкл Питер Олсен (англ. Michael Peter Olsen) — канадский мультиинструменталист номинированный на Грэмми, участник инди-поп-группы The Hidden Cameras, а также продюсер, инженер, композитор и аранжировщик. 
Майкл играет на гитаре, виолончели и клавишных. 
Олсен сотрудничал вживую в туре и на записях с такими группами и артистами, как: Arcade Fire, Drake, Джим Гатри, K-OS, The Hidden Cameras и многие-многие другие. 